# Acción de Orgaz
La acción de Orgaz fue un combate que tuvo lugar durante la Guerra de la Independencia Española el 26 de marzo de 1813, junto al puente de San Andrés, en el municipio toledano de Orgaz. Enfrentó a una columna del Tercer Ejército español compuesta por unos ciento veinte jinetes y doscientos infantes, al mando del coronel Marcelino Villa, con una fuerza francesa de unos ochocientos jinetes pertenecientes a unidades de húsares y cazadores a caballo.

## Antecedentes
El Escuadrón de Cazadores de Ubrique se creó a finales de 1810 en la Serranía de Ronda, ante las continuas incursiones francesas en la comarca. Bajo el mando inicial del teniente coronel Gregorio Fernández, este cuerpo de caballería ligera comenzó sus primeras operaciones de hostigamiento y reconocimiento sin disponer de equipamiento completo, apoyado en milicias y voluntarios para su organización y abastecimiento. En enero de 1813, ya perfectamente instruido y equipado, el escuadrón se desplazó desde Córdoba hacia Jaén y Puertollano para integrarse a la caballería del Tercer Ejército y unirse a la guerra de guerrillas contra la retaguardia francesa.
A comienzos de marzo de 1813, con el coronel Marcelino Villa al mando, la unidad se integró con dos compañías del Regimiento 1.º de Voluntarios de Cataluña en una columna destinada a observar la retirada de las tropas napoleónicas hacia el norte de la península. Tras pasar por Mancha Real y Calzada de Calatrava, la fuerza española avanzó hacia la provincia de Toledo, con el objetivo de cortar la retaguardia enemiga en el paso sobre el río Algodor.

## Batalla
El 26 de marzo de 1813, a primera hora de la mañana, el Escuadrón de Cazadores de Ubrique al mando del coronel Marcelino Villa avanzó hacia el puente de San Andrés con el propósito de cortar la retirada de la retaguardia francesa. Tras un reconocimiento inicial, Villa dispersó pequeñas partidas de guerrilla para aparentar una fuerza mayor y retrasar el avance enemigo. Los franceses, compuestos por unos 790 jinetes de los regimientos 21 de Cazadores y 2 de Húsares, detuvieron su marcha durante más de una hora para inspeccionar el terreno y el pueblo de Orgaz.
Al retomar la ofensiva, las tropas francesas cargaron con ímpetu contra las débiles escaramuzas españolas, que se retiraron ordenadamente hasta la posición defensiva en el puente sobre el río Algodor, donde estaban apostadas dos compañías del Regimiento 1.º de Voluntarios de Cataluña. Durante más de tres horas, la infantería catalana repelió sucesivos ataques de caballería ligera gracias al fuego de línea y la cobertura de la posición, mientras el Escuadrón de Ubrique efectuaba cargas para contener los flancos. Finalmente, el ataque francés se batió en retirada al no poder romper la defensa, y las unidades españolas se retiraron en orden tras sufrir algunas bajas.

## Consecuencias
La victoria en el puente de San Andrés frenó temporalmente el avance de la retaguardia francesa y facilitó la retirada de las tropas españolas hacia Villarrubia, garantizando el enlace con el resto del Tercer Ejército. Tras el combate, solo una división francesa permaneció en el  territorio de Mora y Orgaz, que se retiraron a comienzos de abril, lo que permitió restablecer el control de las rutas entre Toledo y Andalucía.
El heroísmo demostrado por el Escuadrón de Cazadores de Ubrique y las compañías del Regimiento de Voluntarios de Cataluña fue objeto de múltiples reconocimientos oficiales; el General en Jefe remitió partes laudatorios, y en abril de 1813 el Duque de Ciudad Rodrigo solicitó formalmente la Cruz Laureada de San Fernando para los mandos más destacados. Hasta el Duque de Wellington recomendó que fuesen condecorados los principales jefes de esta acción. Las condecoraciones se hicieron efectivas mediante Real Orden del 30 de octubre de 1814.